# Dry Creek (Alaska)
Dry Creek is een plaats (census-designated place) in de Amerikaanse staat Alaska, en valt bestuurlijk gezien onder Southeast Fairbanks Census Area.

## Demografie
Bij de volkstelling in 2000 werd het aantal inwoners vastgesteld op 128.

## Geografie
Volgens het United States Census Bureau beslaat de plaats een oppervlakte van
405,4 km², waarvan 405,2 km² land en 0,2 km² water.

## Plaatsen in de nabije omgeving
De onderstaande figuur toont nabijgelegen plaatsen in een straal van 56 km rond Dry Creek.